# Хойто-Ага
Хо́йто-Ага́ (бур. Хойто Ага - Северная Ага) — село в Агинском районе Агинского Бурятского округа Забайкальского края, Россия. Административный центр сельского поселения «Хойто-Ага».

## География
Расположено в 39 км к западу от посёлка городского типа Агинское, на левом берегу реки Хойто-Ага (в переводе с бурятского — Северная Ага, левый приток Аги), на высоте 776 м над уровнем моря.

## История
В 1911 году была открыта инородческая одноклассная школа.

## Население
| 1989 | 2002 | 2010 | 2021 |
| ---- | ---- | ---- | ---- |
| 1063 | ↘849 | ↘834 | ↘713 |

## Родились в селе
- Народный артист СССР Ким Иванович Базарсадаев;
- Депутат Государственной думы Российской империи II созыва Бато-Далай Очиров;
- Скульптор Сэрэнжаб Балдано.